# Dundas House
Dundas House es un edificio neoclásico en Edimburgo, Escocia. Está ubicado en 36 St Andrew Square, en la primera Ciudad Nueva de la ciudad. El edificio fue terminado en 1774 como una casa privada para Sir Lawrence Dundas por el arquitecto Sir William Chambers. Muy alterado internamente y ampliado a lo largo de los años, hoy es el domicilio social del Royal Bank of Scotland y su matriz, NatWest Group, y está protegido como un edificio catalogado de categoría A.

## Historia
Anteriormente, el solar estaba ocupado por una taberna rural conocida como "Paz y abundancia", encontrándose en la carretera de Edimburgo a Stockbridge, más tarde llamada Gabriels Road.
Cuando el ayuntamiento planeo una Ciudad Nueva, a James Craig en 1767, el solar de Dundas House se propuso para la iglesia de San  Andrés (de ahí el nombre de la plaza), actuando como contraparte de la iglesia de  San Jorge, que sería Charlotte Square (originalmente se llamaba George Square, pero otro esquema al sur del casco antiguo había tomado ese nombre primero). Los dos estaban separados por la propia Ciudad Nueva, dispuesta en una cuadrícula formal centrada en George Street, a lo largo de la cual las dos iglesias debían enfrentarse.
Sir Lawrence Dundas vio el diseño y decidió que el solar de la iglesia sería una buena ubicación para una prestigiosa mansión de la ciudad, y en 1768 adquirió el terreno. Inicialmente, invitó a los arquitectos John Carr y James Byres a diseñarla , pero sus propuestas no fueron aceptadas. Dundas luego se dirigió a Sir William Chambers, quien elaboró los planos de la mansión a principios de 1771. Se acordaron los diseños y poco después se inició la construcción de la casa. El edificio se completó en enero de 1774.
En 1780 Hugo Arnot describió el edificio como "incomparablemente la casa adosada más hermosa que jamás hemos visto".
La iglesia de San Andrés propuesta se construyó posteriormente en un sitio menos prominente en el 13 de George Street.
Lord Dundas murió en 1781 y su hijo Sir Thomas Dundas, segundo baronet heredó la casa. No teniendo muchas ganas de vivir aquí (entonces el sitio estaba en medio de una enorme zona en desarrollo constructivo cuando comenzó la construcción de la Ciudad Nueva) vendió la casa al gobierno en 1794, quien la convirtió en la Casa de Impuestos, que se inauguró en 1795. En esta etapa se le colocó el escudo de armas real de las Aduanas e Impuestos Especiales británicos en su frontón.

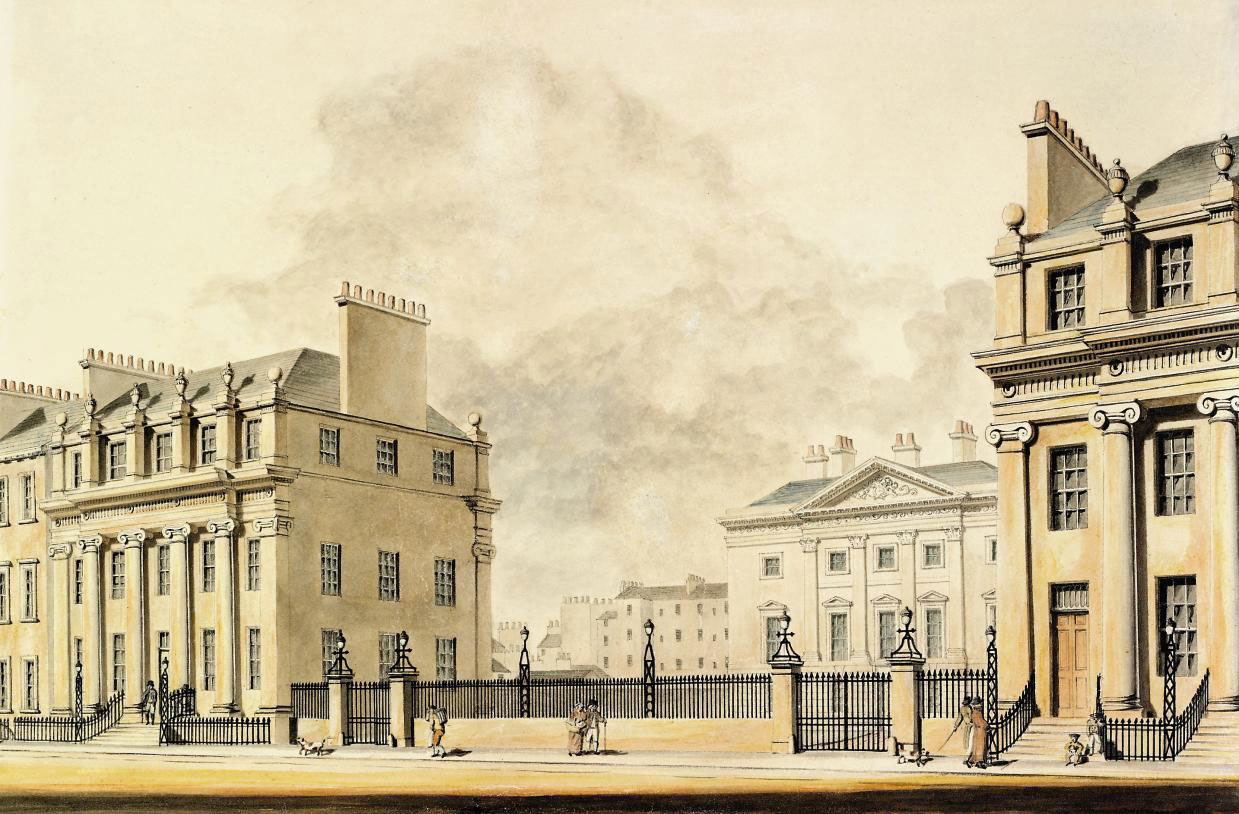
Casa Dundas, dibujada por William Elliott, en 1818

Dundas House fue adquirida por el Royal Bank of Scotland en 1825 por 35.300 libras esterlinas. El interior fue modificado en 1825 y 1828 por Archibald Elliot el Joven, y en 1836 por William Burn . Muchas de estas alteraciones fueron eliminadas por John Dick Peddie en 1857 cuando agregó una sala bancaria con una distintiva cúpula perforada en la zona posterior del edificio.
En 1834, se colocó una estatua de John Hope, cuarto conde de Hopetoun, que había sido gobernador del Banco entre 1820 y 1823, en el jardín frente al edificio. La estatua fue encargada originalmente en 1824 por un grupo de personas de alto rango en Edimburgo, dirigido por James Gibson Craig, del escultor Thomas Campbell . Campbell lo hizo en Roma y fue enviado a Gran Bretaña en 1828. La posición actual fue acordada por el arquitecto en enero de 1830, y se diseñó un zócalo apropiado para respetar la fachada de la Casa Dundas. Aunque varias fuentes afirman que la estatua fue diseñada para Charlotte Square, no hay evidencia de ningún plan para ubicarla en ese sitio, y el enlace de Hope al Royal Bank hace que sólo se barrajase la ubicación actual.
En 1972, las pantallas y mostradores bancarios del siglo XIX fueron retirados y reemplazados por mostradores de mármol blanco.[cita requerida]

## Descripción

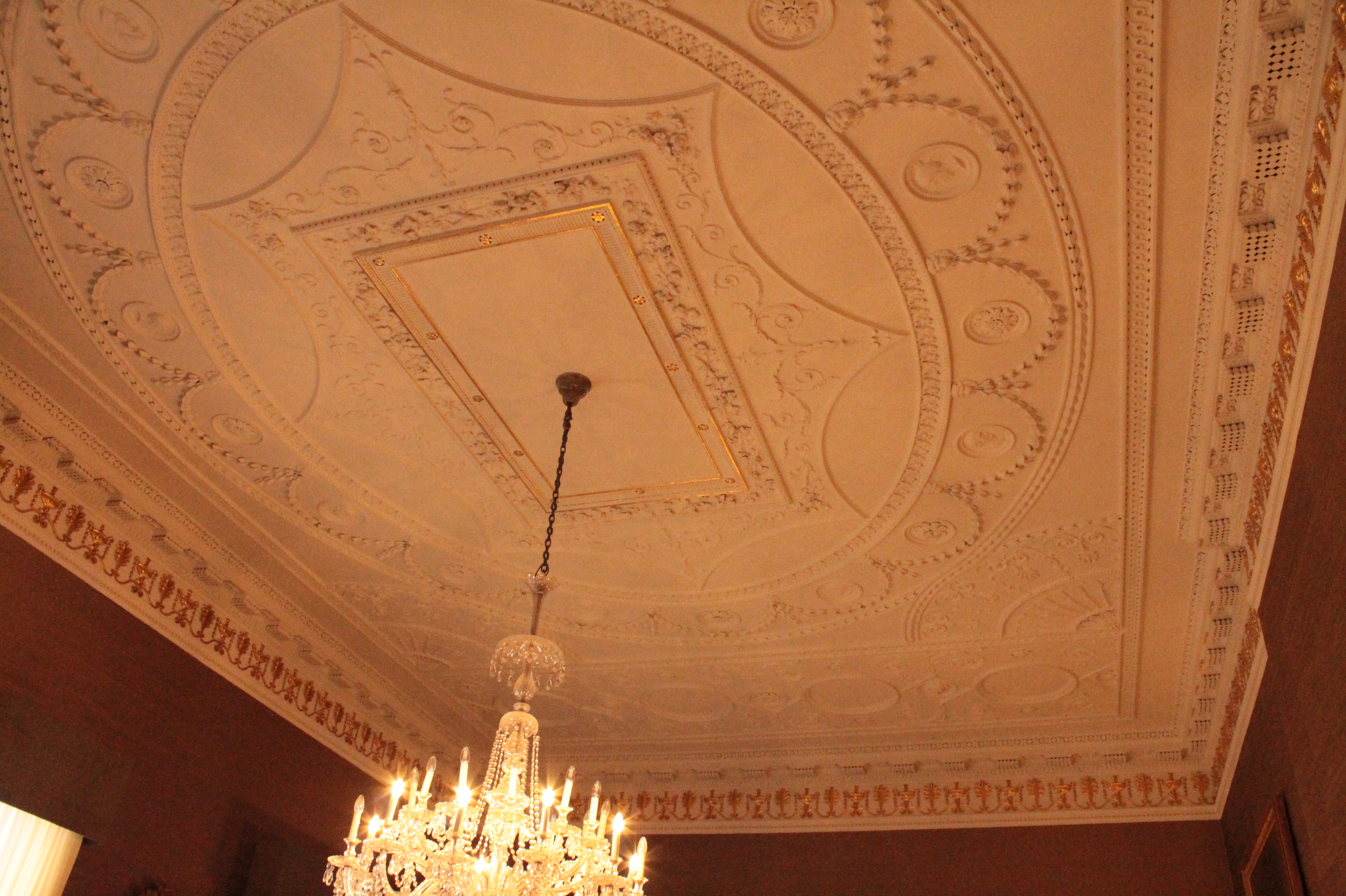
Techo de la sala de juntas, Dundas House

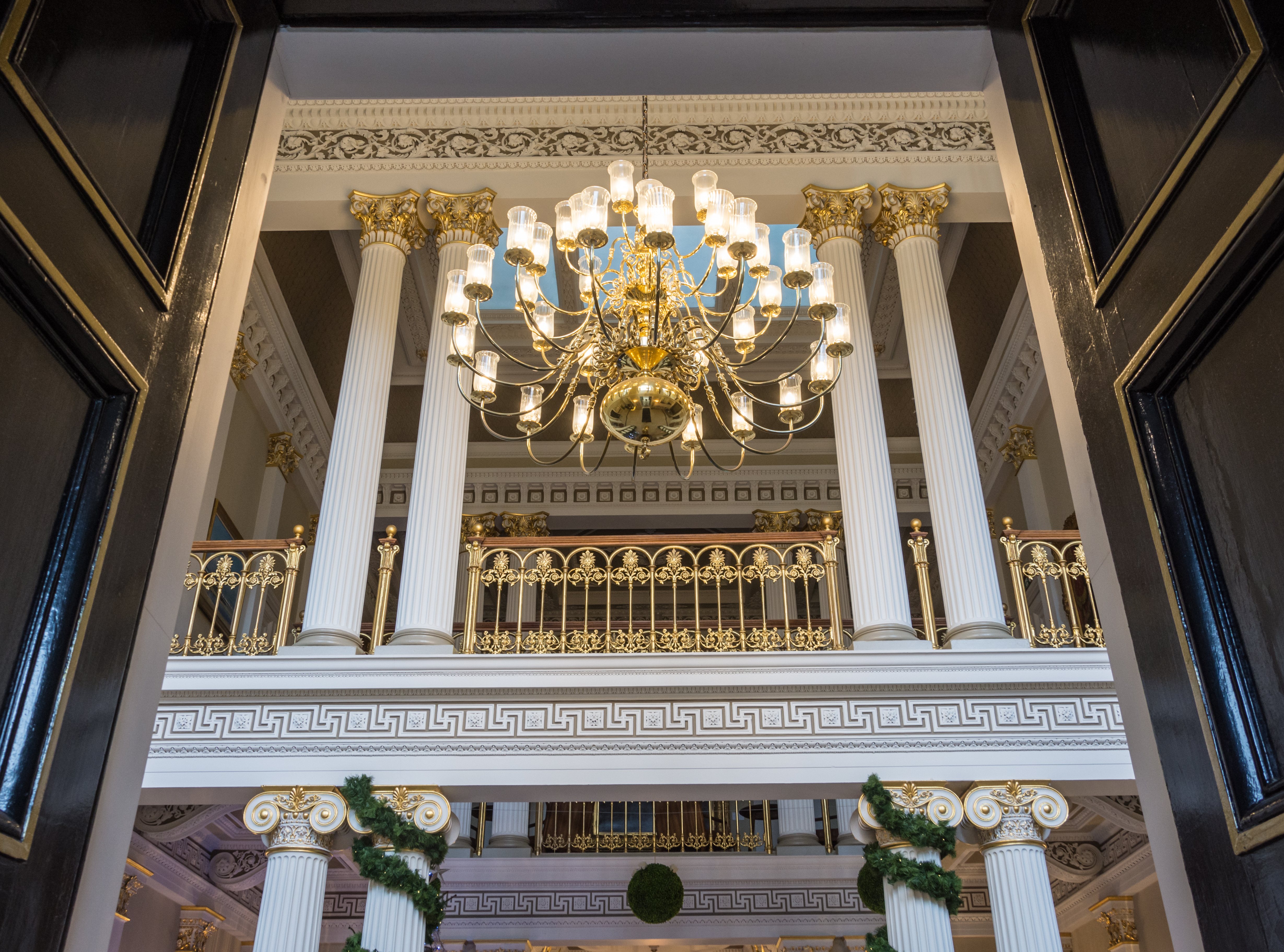
El hall de entrada adornado

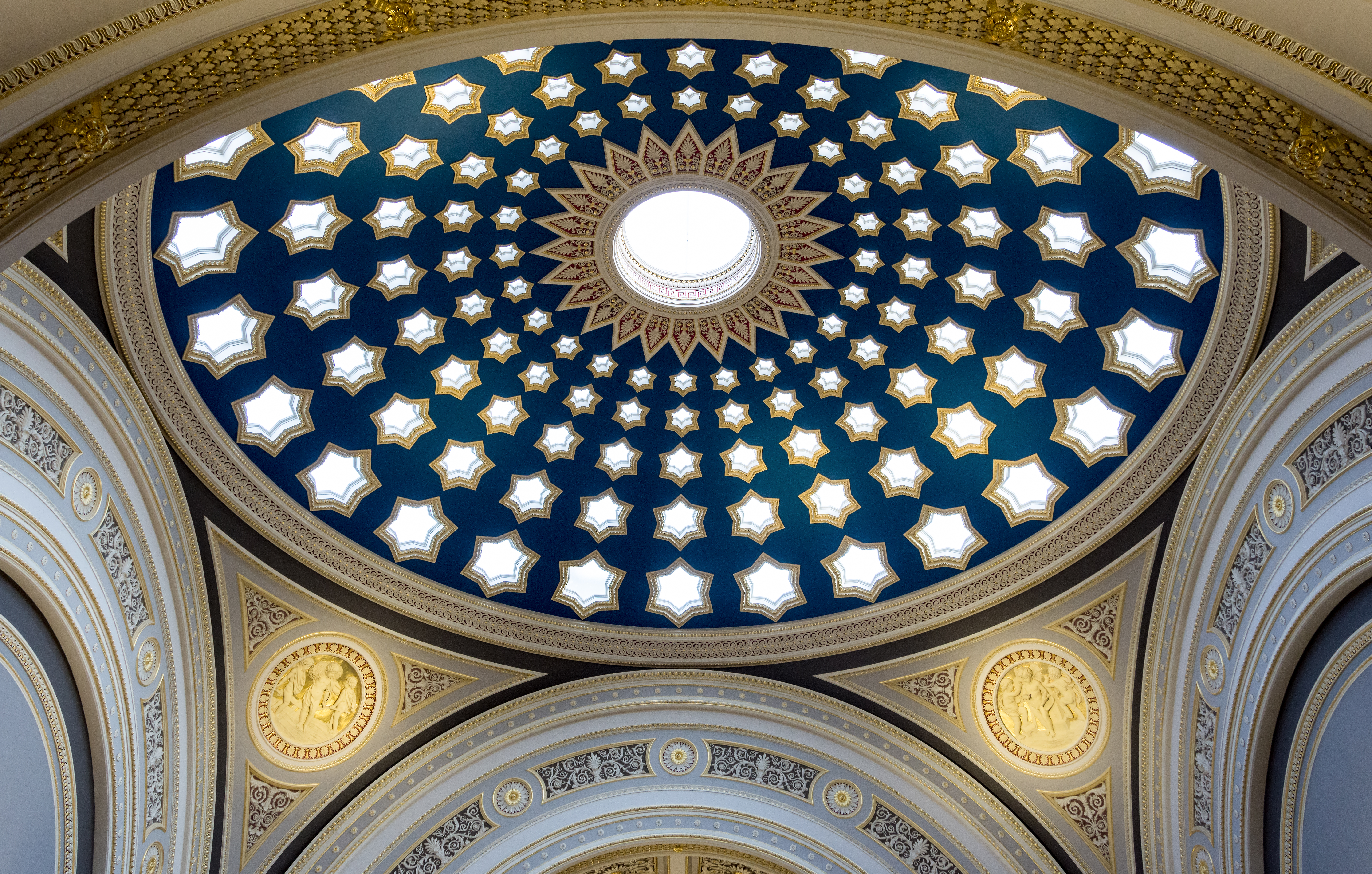
El techo abovedado estrellado sobre el vestíbulo bancario en Dundas House

Dundas House es una vivienda independiente diseñada en estilo palladiano. Se inspiró en la villa palladiana de 1729 de Roger Morris , Marble Hill House, en Twickenham, Londres, pero es mucho más grande.
Está construido con sillares de piedra arenisca color crema, degradado a gris claro, de Ravelston Quarry a unas tres millas al oeste. Tiene una fachada compuesta por pilastras corintias que sostienen un gran frontón central, todo revestida de sillares,  rusticada planta baja.
La gran y solemne sala bancaria, añadido por Peddie en 1857, está cubierto por una gran cúpula circular azul que está perforada por 5 niveles de tragaluces artesonados con borde dorado en forma de estrella que irradian desde el óculo central y que disminuyen de tamaño hacia el centro representando el firmamento. Una ilustración de este patrón de estrella aparece en la serie de billetes "Islay" del Royal Bank of Scotland que estuvieron en circulación de 1987 a 2016.
En los planes presentados por el International Music and Performing Arts Charitable Trust Scotland ( IMPACT Escocia ) en 2017, se construirá una nueva sala de conciertos llamada Impact Center detrás de Dundas House, en sustitución de un bloque de oficinas bancarias de la década de 1960. Dundas House se mantendrá como una sucursal bancaria, accesible al público.